# Beara

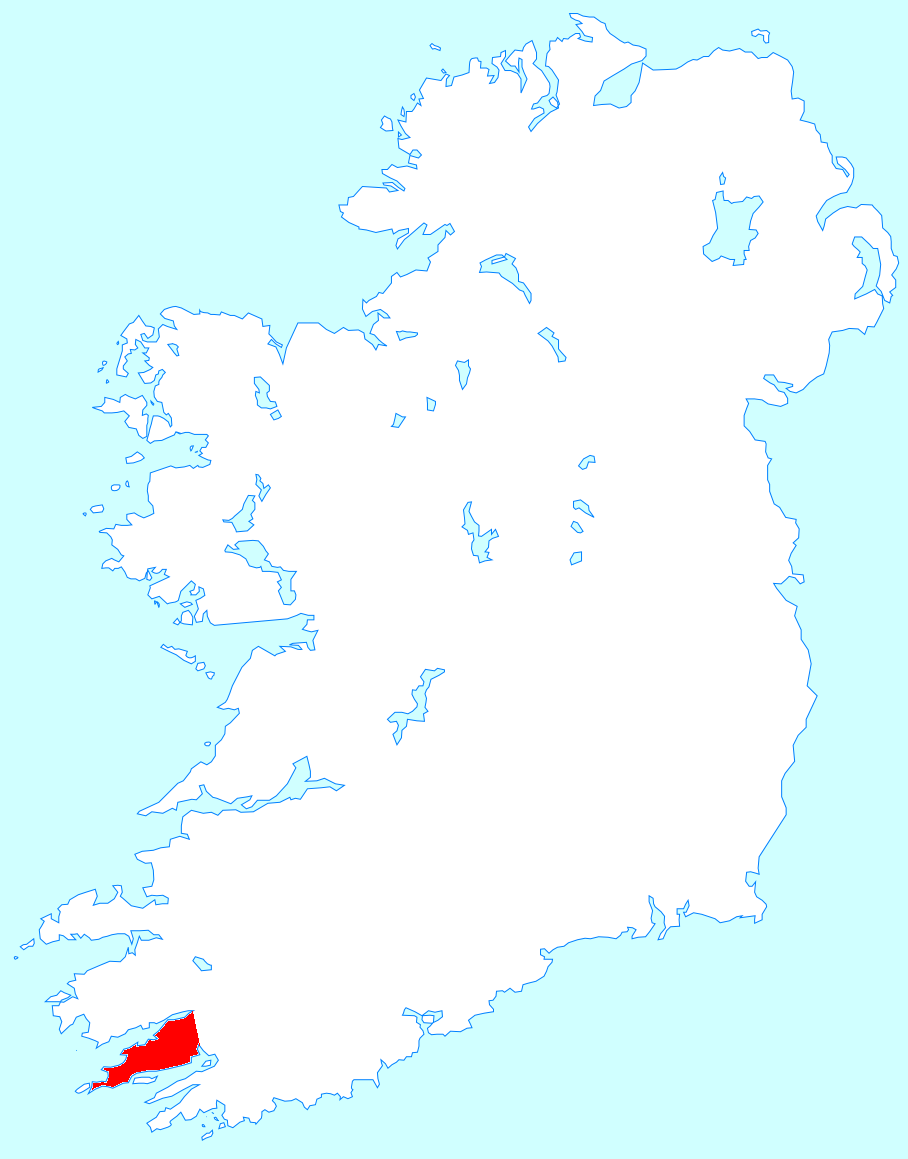
Ubicazione della Penisola Beara

Beara è una delle cinque penisole sud-occidentali dell'Irlanda, la terza e più centrale venendo sia da sud che da nord. Si erge tra le insenature River Kenmare e Baia di Bantry, contigua quindi ad Iveragh e Sheep's Head, ed è divisa tra le contee di Cork e Kerry. È percorsa da un tratto di strada circolare, strettissima e panoramica, il Ring of Beara.

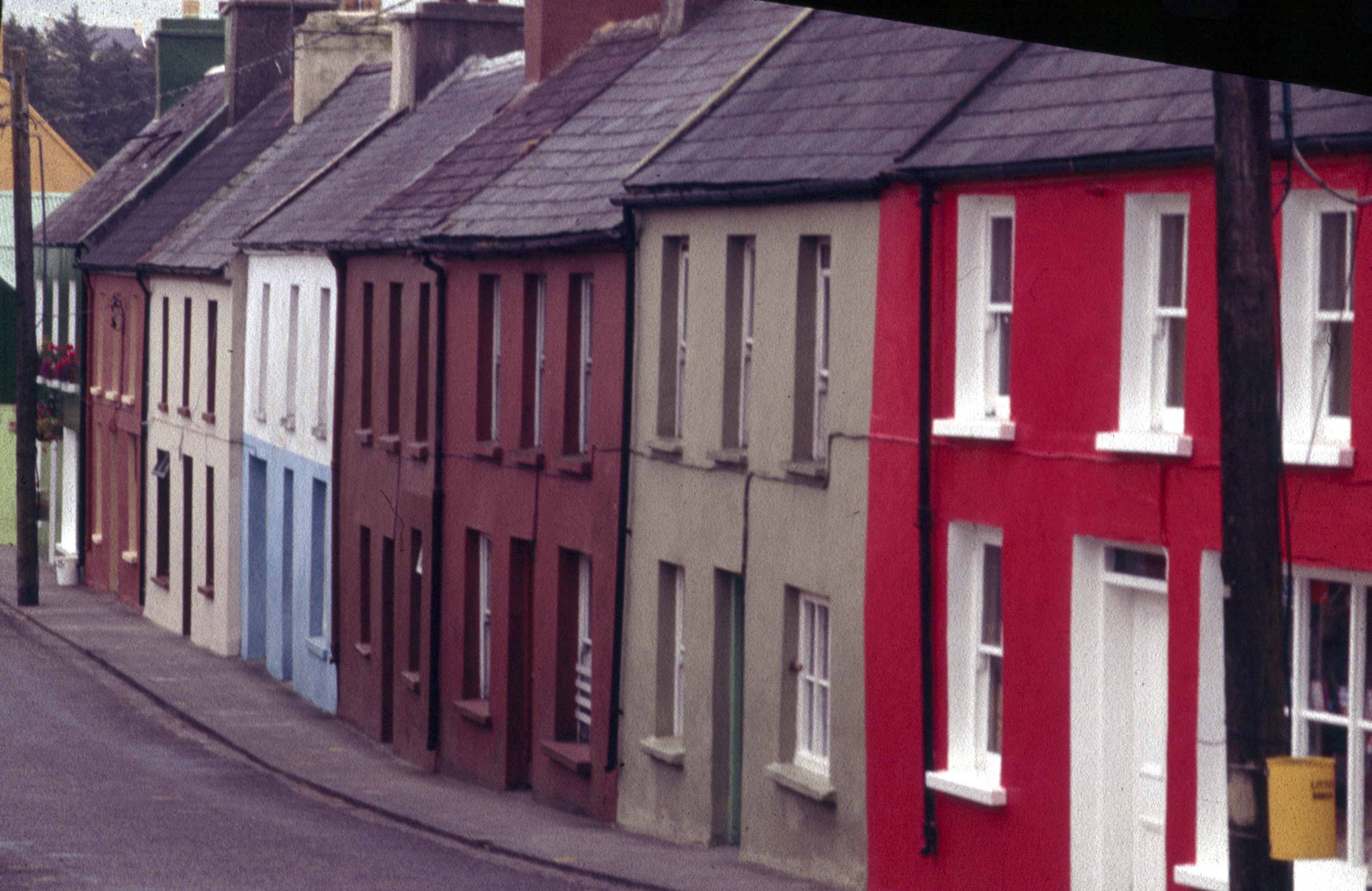
Eyeries
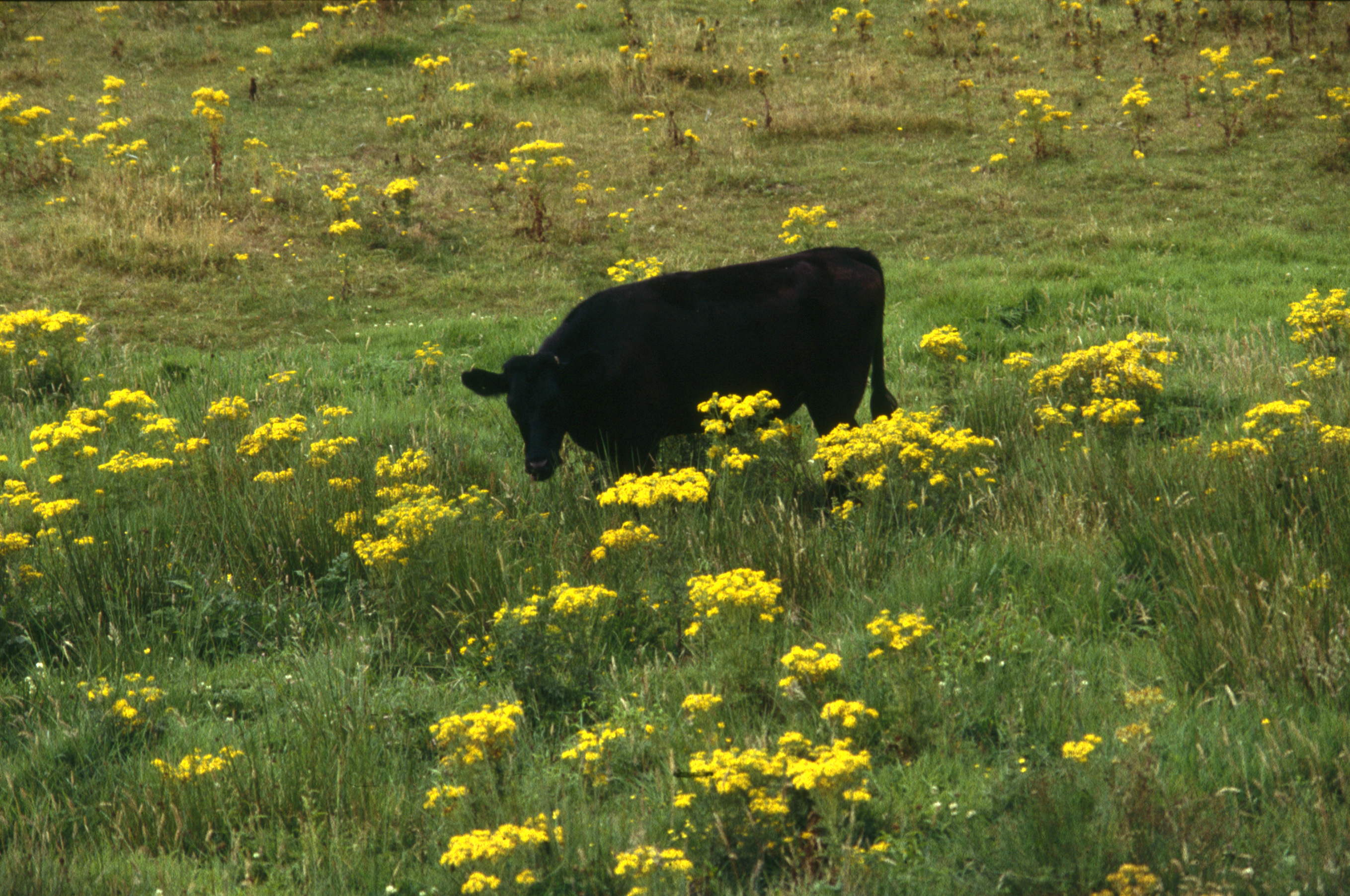
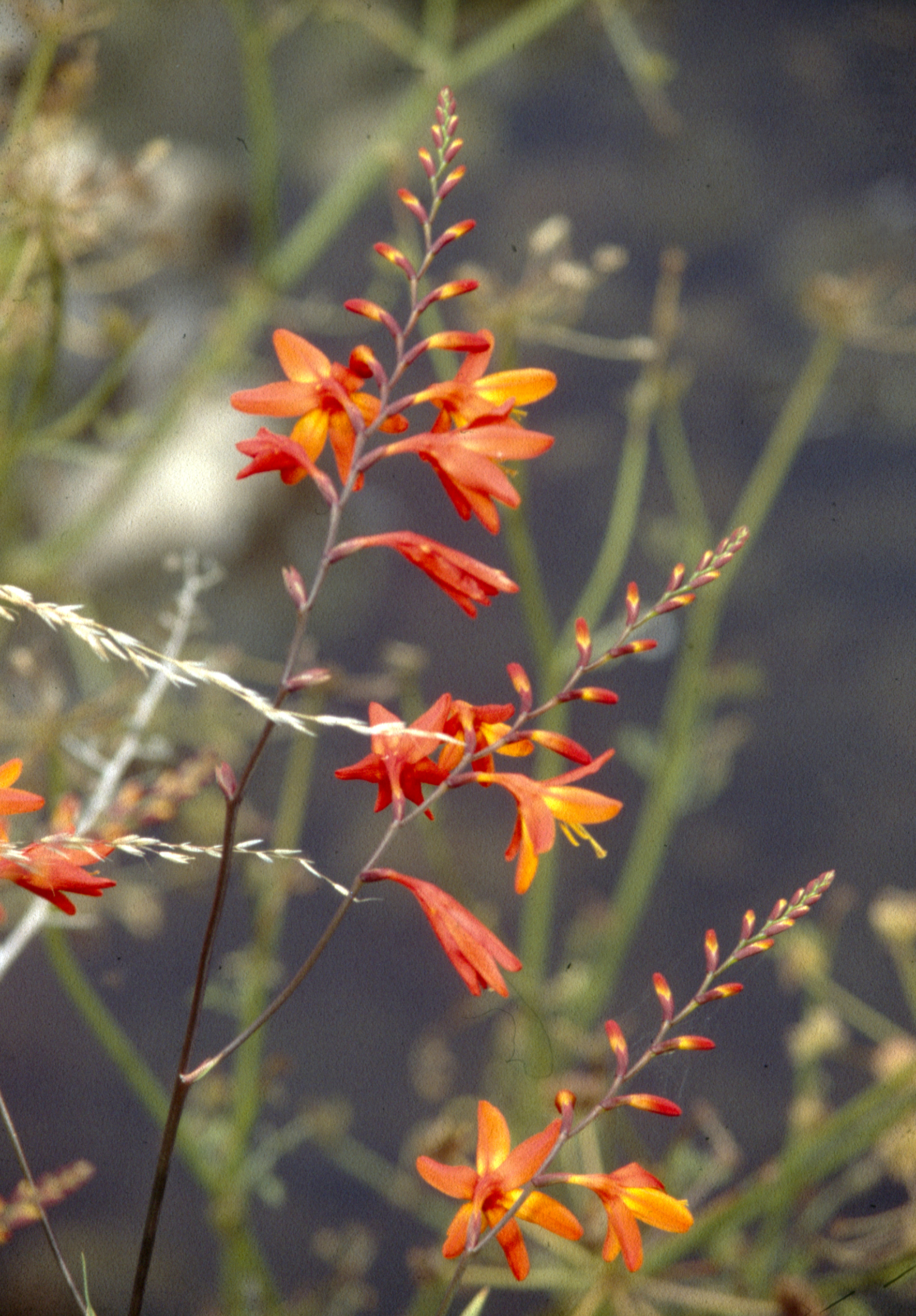
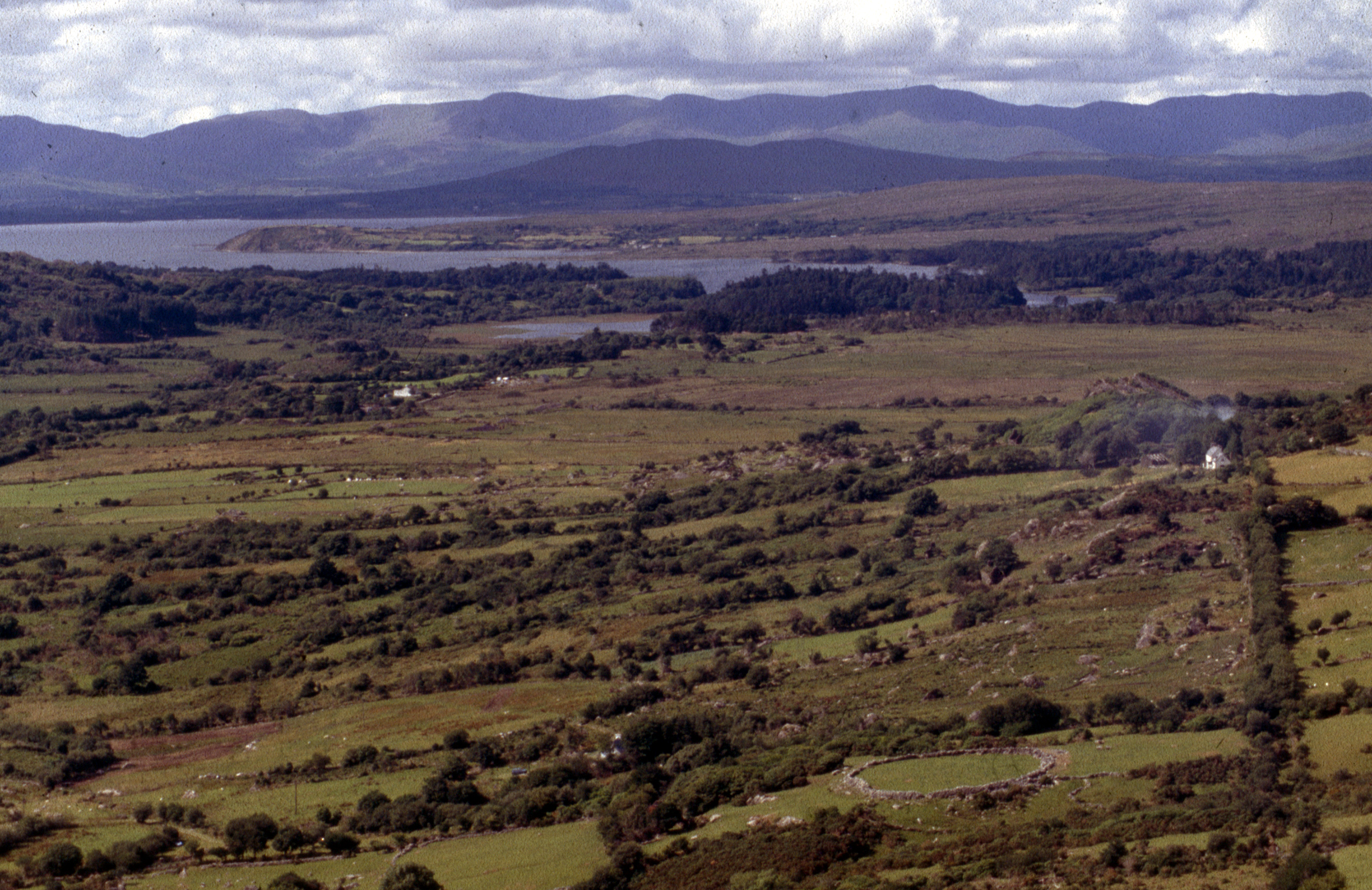
Healy Pass
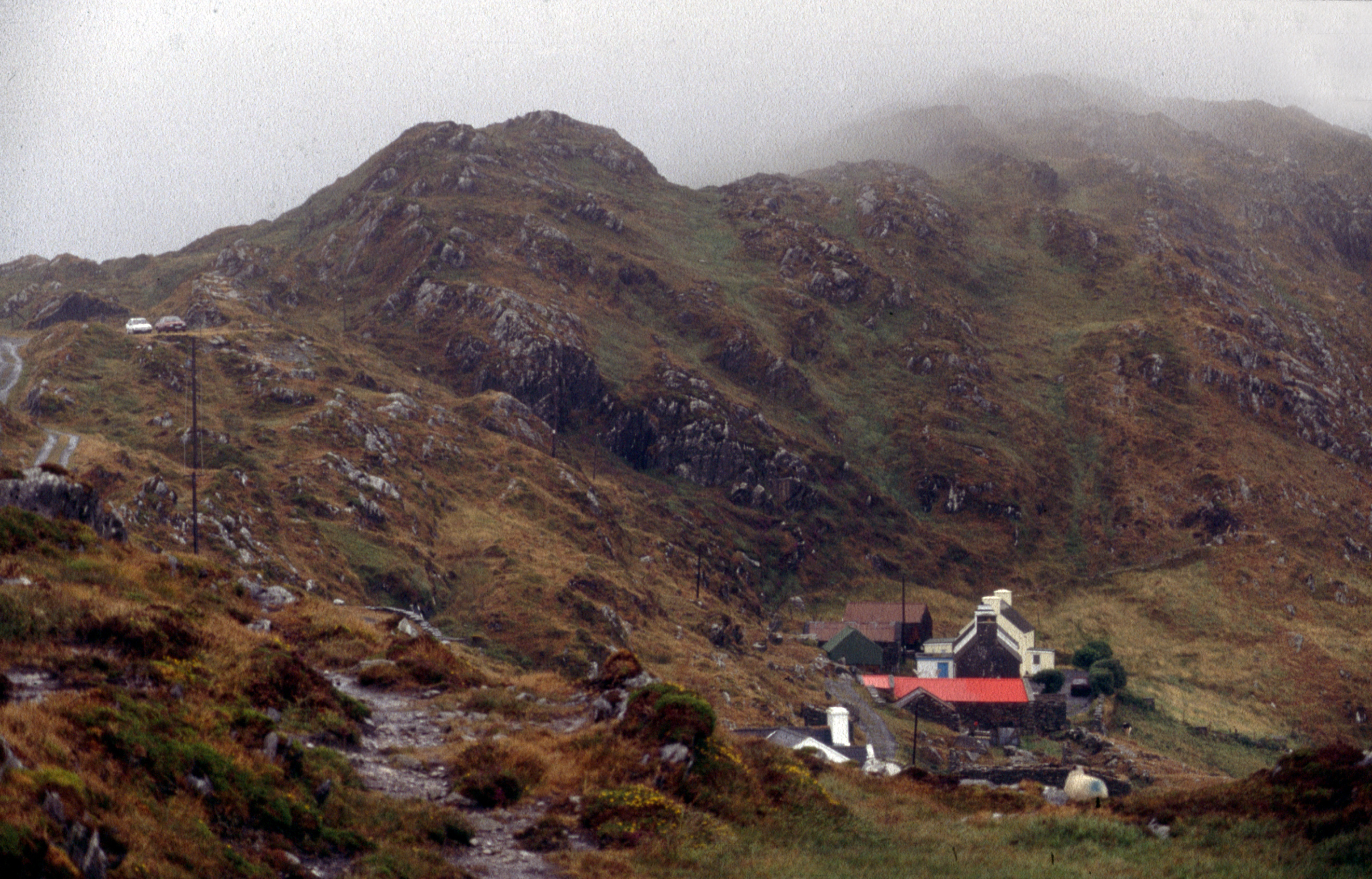
Sheep's Head
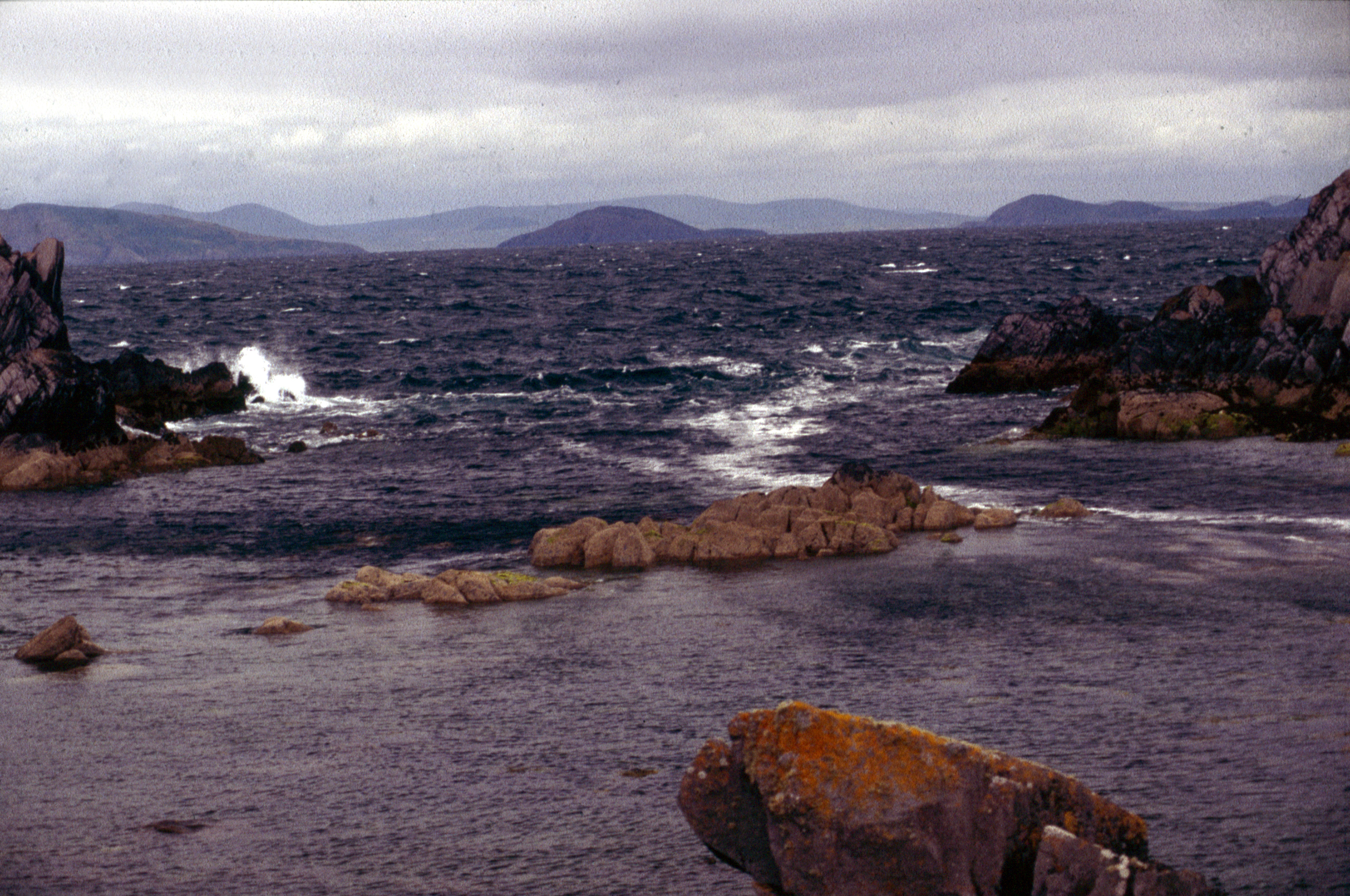
Garnish Bay